# Lux Mundi (zbiór esejów)
Lux Mundi: A Series of Studies in the Religion of the Incarnation – wydany w 1889 zbiór 12 esejów autorstwa 11 liberalnych teologów anglokatolickich z Uniwersytetu w Oksfordzie, zredagowany przez Charlesa Gore'a, kierownika Pusey House, członka Trinity Collage, późniejszego biskupa.
Eseje ujmują wcielenie jako główną zasadę religii chrześcijańskiej, kształtującą wszystkie aspekty myśli i życia chrześcijańskiego. W swym eseju J.R. Illingworth przeciwstawia się zawężaniu chrześcijaństwa do religii odkupienia. Chrześcijaństwo ujęte jest jako religia Osoby (Chrystusa), a nie religia księgi.
Eseje mają na celu zaprezentowanie wiary katolickiej (w anglokatolickim rozumieniu) jako zgodnej z nowymi osiągnięciami nauki i polityki, z tym z krytyką biblijną Starego Testamentu i teorią ewolucji. Jednocześnie Gore popierał tradycyjny pogląd dotyczący apostolskiego autorstwa Nowego Testamentu, przekonany o wyższości jego natchnienia względem natchnienia Starego Testamentu. Niemniej również Nowy Testament traktował jako zapis objawienia, które dokonało się w Chrystusie, nie jako objawienie.
Gore był zwolennikiem rozwoju teologii chrześcijańskiej, polegającego na zwiastowaniu starych prawd chrześcijańskich w sposób odpowiadający nowym uwarunkowaniom, uwzględniając zmiany społeczne i intelektualne. Równocześnie był przeciwnikiem koncepcji „rozwoju doktryny chrześcijańskiej”, traktowanego jako dookreślanie prawd wiary i mnożenie dogmatów.
Przyjęcie krytyki biblijnej i teorii ewolucji spotkało się krytyką starszych teologów anglokatolickich. Arcybiskup Michael Ramsey, choć bliski myślom wyrażonym w publikacji, krytykował błędne ujęcie wcielenia, niedoprecyzowanie różnicy pomiędzy Bożym objawieniem a ludzkim poznaniem i niedocenianie znaczenia krzyża. Współcześni krytycy zwracają też uwagę na niedoprecyzowanie znaczenia historyczności wcielenia oraz obecności Boga w osobie Jezusa z Nazaretu. Z punktu widzenia współczesnych teologów, dzieło stanowi wartość raczej jako inspiracja do pozytywnego łączenia wiary i wiedzy, niż ze względu na konkretne argumenty, które nierzadko uległy dezaktualizacji.